# 彭定康
巴恩斯的彭定康男爵，KG，CH，PC（1944年5月12日—），英國保守黨籍政治人物，早年出任環境大臣和保守黨主席，於1992年獲委任為末任香港總督，於1997年見證香港主权移交中国。彭定康自2000年至2004年出任歐盟外交事務專員，卸任後被冊封為終身貴族，2011年獲委英國廣播公司信托基金主席，2014年因心臟健康問題提早卸任。2003年至2024年間擔任牛津大學校監。他與衛奕信亦是僅兩位在世的香港前任总督之一。

## 生平

### 早年生涯
彭定康生於蘭開郡博爾頓，父親早年是爵士樂鼓手，後來成為音樂書籍出版商。彭定康年少時就讀區內小學。隨後獲得獎學金，入讀位於倫敦西部伊令的天主教聖本篤學校。完成中學課程後，獲牛津大學貝利奥爾學院取錄，主修現代歷史，於1965年取得柯立芝旅遊獎學金，赴美國升學。
1966年，彭定康加入保守黨研究部工作，1970年加入內閣辦公室，1972年至1974年，分別成為卡靈頓勳爵和懷特勞（兩人先後出任保守黨主席）的私人助理兼政治秘書。1974年，他以30歲之齡，破天荒地被委任為保守黨研究部的主管，1979年大選的不少競選宣言，都是出自他的手筆。

### 下議院生涯
在1979年5月，彭定康當選為巴斯選區的下議院議員。在1983年大選後，他獲聘任為北愛爾蘭政務次官，並在1985年9月改任教育及科學部長，到了1986年9月又被調到外交部出任海外發展部長。在1989年7月，彭定康首次晉身內閣，出任環境大臣，任內負責推行廣受批評的人頭稅，而他在2006年出版的著作《表兄弟與陌生人：新世紀的美國、英國與歐洲》則指出，推行人頭稅是戴卓爾夫人的失誤。
在1990年11月，保守黨黨魁馬卓安接替戴卓爾夫人出任首相一職，馬卓安與彭定康交情甚好，因此他上任後隨即聘任彭定康為蘭卡斯特公爵領地總裁兼保守黨主席（繼黨魁、副黨魁後的第三號人物）。在彭定康的籌劃下，保守黨在1992年大選中意外地勝出，但諷刺的是，他本人卻被自由民主黨候選人福斯特擊敗，喪失他在巴斯選區的下議院議席。據馬卓安的自傳所講，若果當年彭定康能保住議席的話，將有機會出任財政大臣或外交及聯邦事務大臣。
彭定康是一國保守主義者，對戴卓爾主義並不贊同，他曾經在1979年致函戴卓爾夫人，指出她的貨幣主義主張有不妥之處。另外，彭定康也是在1990年敦促戴卓爾夫人辭職的三位閣僚之一。
在馬卓安的安排下，彭定康接替任港督期屆滿的衛奕信，成為第28任香港總督，他於1992年7月9日正式上任，一直至1997年6月30日英國對香港行使主權的最後一日為止。與以往港督不同的是，彭定康是唯一一位信奉羅馬天主教的港督，也是唯一不是出身自軍方、殖民地部或外交部，而是政治家出身的港督。彭定康上任前未有接受任何貴族或爵士勳銜，就職時亦沒有穿上傳統的殖民地官服。由於他的身形略胖，中文譯名又十分中國化，故上任後坊間以至傳媒都暱稱他為「肥彭」。

### 末任港督

#### 1995年政改
彭定康上任後不久便與中国陷入惡劣的關係。在1992年10月，彭定康發表了任內第一份施政報告，報告提及政制改革方案，將會改革立法局的選舉制度，除了要「兩局分家」，取消所有委任議席，並新增九個功能組別議席（新九組），使所有在職人士都有資格投票（變相使這九個議席成為直選議席），以加快香港的民主步伐。雖然政改方案能提升香港議會組成的民主成分，更能反映民意，但實施一黨專政的中國政府隨即大表不滿，指出改革未曾諮詢中央意見，並聲言將在香港主權移交後取消有關改革。其時北京不少官員指斥彭定康是「毒蛇」、「小偷」、「娼妓」以及為民主派跳「最後探戈」，時任國務院港澳事務辦公室主任的魯平更斥責彭定康是「千古罪人」。時隔多年之後，魯平在回憶當時斥責彭定康的話時，仍然表示，「現在我都不反悔，他的確是千古罪人。整個平穩過渡被他破壞了。給我們製造了很大的困難。如果不是彭定康的話，香港過渡的情況更平穩。影響香港的不止是政治體制，還有整個香港人的信心和經濟。」
儘管受到北京方面的強烈反對，彭定康的政改方案仍然成功在1994年6月30日獲民主派佔優的立法局通過，並在1995年香港立法局選舉中落實。北京終止「直通車」，不讓1995年當選的立法局議員過渡到特區立法會，另組「臨時立法會」。彭定康自宣佈政改方案以後，任內再沒有被邀請與中國領導人會面。
1996年10月2日，彭定康發表任內最後一份施政報告，他在施政報告的最後一章提到對香港在1997年主權移交後的憂慮，彭定康說：「我感到憂慮的，不是香港的自主權會被北京剝奪，而是這項權利會一點一滴地斷送在香港某些人手裡。」這番話被認為道出了很多香港人最深層的焦慮，港人不僅要面對外部的壓力，還有來自香港內部的背叛。一位常駐香港的美國記者Hugo Restall在2012年直言香港正被一個日漸腐敗與缺乏責任心的地方精英統治，而他們背後則是一個威權體制，彭定康的這番話因此越來越多被引用。香港特區政府在2019年提出修訂逃犯條例引發過百萬人上街抗議，但特區政府聯合親政府派系繼續在立法會推動二讀草案，香港記者協會主席楊健興在報章撰文指「港人要求撤回條例聲音嚮亮及清晰，林鄭政府和親中建制派選擇站在中央，有權力的一方，與中央合力斷送享有的自主權」，他認為彭定康對香港前景感到憂慮的預言已經應驗。

#### 其他革新
為與基本法規定的政制銜接，立法局會議自1991年10月起由當時新設的副主席施偉賢主持，總督雖仍為主席，但只到立法局發表施政報告。彭定康就任後在1993年廢除了副主席一職，並終止了由總督出任立法局主席的做法，改由全體議員互選產生主席, 結果原副主席施偉賢當選，成為首位由議員互選產生的主席。彭定康此後仍以政府首長身份每週到立法局回答議員質詢，並定期於香港大會堂舉行答問大會與市民對話。
另外，彭定康任內積極起用香港華人出任要職，以便為香港主權移交作銜接準備。在1993年11月，他以公務員事務司陳方安生接替霍德，成為首位華人布政司。其後又在1995年9月以庫務司曾蔭權接替麥高樂，成為首位華人財政司。香港主權移交前主要官員除了律政司因找不到合適的華人律師而仍由英國人馬富善擔任外，其餘全部已經全數改為香港華人出任。
為防止未來特區政府恢復執行死刑，彭定康上任後不久便順應立法局於1991年6月26日通過的動議，正式向局方提交癈除死刑草案, 將所有可被判處死刑的罪行 (例如謀殺及叛國) 的最高刑罰改為終身監禁，該議案最終於1993年獲得通過。

#### 策略性排污計劃
除了改革立法局選舉，彭定康在任內首份施政報告提議推行富爭議的策略性排污計劃，即淨化海港計劃的前身。
策略性排污計劃原本打算收集本港污水到昂船洲作中央處理，然後再以深海管道排放出大海。工程原定在1997年4月完成，但因為技術問題和承建商爛尾而一再拖延，遲至1997年方才展開第一期工程，第一期工程在2001年完成，政府耗費高達83億。由於工程被批評為浪費金錢和非必要，第二期工程在1999年10月被董建華宣佈暫緩執行。
為落實策略性排污計劃，立法局曾在1994年通過在財政儲備中撥出68億，成立污水處理營運基金，並計劃向工商業收取排污費以支付第二期工程。但實行兩年後，營運基金已虧損達50億元，政府迫於無奈下在1998年3月31日結束基金，並改由政府補貼。

#### 經濟繁榮
彭定康任內雖然出現了移民潮，傳統英資又有撤離的跡象，但香港經濟仍然發展蓬勃，其中以樓市和股市最為顯著。在1993年12月10日，恒生指數首次衝破10,000點並以10,228點收市。而在同年4月1日，彭定康又成立了香港金融管理局，以確保整個銀行體系的穩定。雖然主權即將移交導致香港前景不明朗，中國政府又企圖藉阻礙香港機場核心計劃以圖阻攔香港政制改革方案，使新機場動工延遲及造價上漲，但新機場等多項基建在動工後的工程進展大致順利，成功拉動香港經濟在前景不明朗下保持成長，工資亦穩步上升。此外，香港在彭定康任內成為全球第八大貿易地區。

#### 船民問題
香港政府早在1991年開始推行「有秩序遣返計劃」，遣返越南船民，計劃最初為自願性質，但是因為效果不彰而轉為分批實施強逼遣返。基於不滿遣返等問題，船民曾在難民營爆發多次暴動。當中在1994年4月，白石難民營爆發暴動，滋事船民更在難民營內放火，結果警方與懲教署動員1,000多人清場。
彭定康曾表示希望在1995年能遣返所有越南船民，但未能達到。其後，他又表示希望在主權移交前完成遣返。彭定康又指出，即使港府未能如期在主權移交前完成遣返，船民亦不會因此取得英國、英聯邦國家或美國的居留權。越南船民問題要遲至2000年才圓滿結束。

#### 新機場餘波
前任港督衛奕信提議的新機場工程於1992年正式動工，最初計劃原定於1997年中完成，後來工程延至1995年5月動工，38個月後才完成，彭定康更曾表示希望在主權交接後能夠從新機場離開香港，但事與願違，新機場未能如期在主權移交前竣工，而要與新界西另一工程三號幹線郊野公園段一併在1998年竣工，彭定康遂在主權移交前夕指出新機場可以媲美「埃及艷后的嫁妝」，留給特區政府，他的這番言論曾引起不少反響。另一方面，由於中國政府擔心「玫瑰園計畫」會花光香港的儲備，因此中國政府曾與英國政府在1991年達成協議，表示港府須留下不少於250億元儲備予特區政府，而彭定康離開香港時，一共留下了逾3,000億元財政儲備。英國國家檔案館在2017年解密的文件顯示，在1992年的機場融資安排談判之中，中方將香港建設新機場與彭定康提出增加立法局直選議席聯繫起來，中方企圖透過妨礙機場核心工程的融資阻攔增加議會民主成分的改革。

#### 親民作風
彭定康雖然日常溝通都使用英語，理應與一般香港市民有語言上的隔膜，但彭定康到社區巡視時卻能與市民打成一片，主動走入民眾之中，和街坊熱情握手，令一般市民都不會覺得他高高在上或是遙不可及。彭定康在任港督期間，他的親民作風大受市民歡迎，例如他在落區視察民情期間，曾經到涼茶鋪飲用涼茶。在巡視中環時，經常走入泰昌餅家品嚐蛋撻及購買麵包和西餅等日常食品，離港後仍有與餅家的店東歐陽天閏維持書信來往。彭定康在1995年巡視長沙灣期間，遇到住在長沙灣幸福街臨時房屋區的居民抗議，有居民更送上有老鼠的老鼠籠投訴臨屋區的環境衛生惡劣，但彭定康仍親自到臨時房屋區與居民對話，之後彭定康決定於1997年前清拆大部分臨時房屋區，將居民遷至中轉房屋。
彭定康每次發表施政報告後，都會親自出席電台節目，接聽聽眾透過電話發表的提問，又公開出席答問大會，親自面對市民質詢。彭定康落區面對民眾及親自回應市民質詢，籍此建立開放和向公眾負責的親民形象，他的親民作風，後來亦為不少政界人士所模仿。
彭定康任內亦積極提高香港的福利，但國務院港澳辦常務副主任陳佐洱卻在1995年抨擊他這樣做會使福利開支過高，最終使香港「車毀人亡」。無論如何，香港浸會大學在1997年3月13日進行的民意調查顯示，有62%的受訪者贊同彭定康的表現，民望比他在1992年剛剛上任時高，彭定康在5年間的民望走勢屬難得的「低開高收」，而候任行政長官董建華在同期的支持率有53%，但到董建華在2005年離任時的民望已下跌至47.9%，而其後上任的多位特首，包括曾蔭權、梁振英及林鄭月娥，雖然各特首在上任時的民望不俗，但其後卻每況愈下，香港大學民意調查顯示歷任特首在任期後期的民望都不如彭定康在離任之時。

#### 香港主權移交
1997年6月30日下午約4時半，彭定康在香港總督府門前接過總督旗。港督的座駕先在府前的花園繞行一圈駛至門廊前，隨後彭定康、夫人林穎彤及其三位女兒登上座駕，再繞行一圈後離開，但不少媒體均報道為“按傳統繞行三圈，寓意日後可以重臨香江”。7月1日香港時間凌晨零時零分，香港主權移交至中華人民共和國；彭定康向倫敦政府發出最後電報：「我已交出政府的管治權。天佑女皇。彭定康」他出席完香港主權交接儀式後，與家人陪同皇儲查理斯乘坐皇家遊艇HMY不列顛尼亞號，由HMS漆咸號護送離開香港。

### 卸任香港總督以後
離開香港後，彭定康和家人到了法國南部休息，並且出版了《東方與西方》（East and West）一書，記述他五年香港總督任期內，對東方人和西方人在價值觀的分歧和衝突上的個人觀點。
卸任香港總督後，彭定康在1998年獲女皇伊利莎伯二世頒贈名譽勳位，成為英國上議院議員。自1998年至1999年出任根據《貝爾法斯特協定》而設立的北愛爾蘭治安獨立委員會（通稱彭定康委員會）主席。1999年9月9日，委員會提交一份名為《新開始：北愛爾蘭的治安》（通稱彭定康報告）的報告，提出了175項象徵性和實質的建議，包括將皇家阿爾斯太警察更名為北愛爾蘭警察局。
1999年，彭定康獲得委任為歐盟委員會的兩名英國代表之一，專門負責外交關係。自2000年1月23日至2004年11月22日在普羅迪委員會中任職，彭定康以歐盟外交專員的身份在2002年4月訪問中國，除了訪問上海和北京等地，又到過北京的中共中央黨校發表演說，而且獲得時任中國國務院副總理錢其琛和中國公安部長賈春旺等人的熱情款待，時任中共中央總書記江澤民亦專門在中南海與他會談。雖然彭定康在2004年獲得提名角逐下屆歐盟委員會主席一職，但是由於得不到法國和德國的支持而以失敗告終。另外，彭定康是網站中外對話的編輯委員會成員，該網站主要關注中國的環境議題。

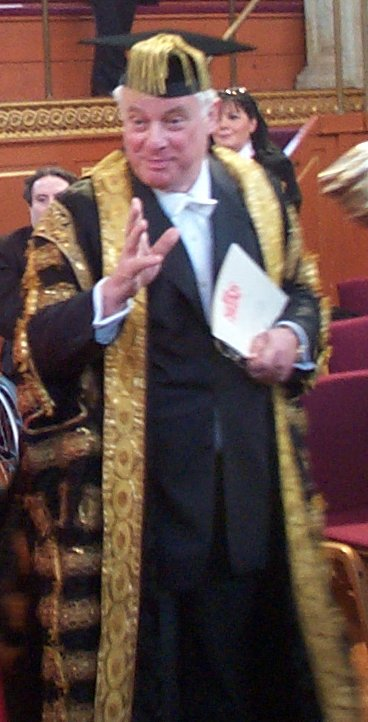
彭定康勳爵出任牛津大學校監，穿上了傳統的禮袍。

彭定康在1999年獲得聘任為紐卡素大學校監，在2003年獲得選任為牛津大學校監。2005年，彭定康獲得冊封為終身貴族，晉身上議院，其封號為倫敦里奇蒙自治市巴斯，巴斯的彭定康男爵。2005年9月，彭定康獲得多倫多大學梅西學院頒贈卓越榮譽學位，而這個學位只會向牛津大學和劍橋大學的校監頒授。另外，多倫多三一學院大學向彭定康頒授了榮譽博士學位。2005年9月29日，彭定康發行了回憶錄，名為《彭定康：非一般外交家》。
2012年，英國廣播公司（BBC）接連地受到已故主持人吉米·薩維爾涉嫌恋童及錯誤報導保守黨前司庫麥卡爾平為恋童犯的醜聞所影響，彭定康於11月26日接受訪問時承認，BBC充斥着一群支取高薪及辦事效率低的官僚，令到高層人員對節目質素的注意力不足。與此同時，資深員工權責界線不清，出現了「過度管理」的問題，員工需要自我批判。然而，他同時暗示將會爭取連任英國廣播公司信託基金主席，備受英國傳媒批評。
2014年4月27日，彭定康因感到胸部疼痛，在醫院接受「微創外科搭橋手術」及植入支架。因此，彭定康以健康理由，辭去BBC信託基金會主席職位，即時生效。
2023年4月23日，彭定康與艾嘉蓮獲英國國王查理斯三世頒發嘉德勳章。
2024年2月5日，彭定康宣佈將於2023—24學年完結後卸任牛津大學校監一職，並於同年7月31日正式卸任。校方隨即展開新一輪校監選舉，最終由夏偉林勝出。

## 對主權移交後香港的評論
2013年11月，彭定康接受《華爾街日報》專訪時指出，港府無可避免在政策上要給予市民更大的話語權。「你不能只給市民經濟和社會政策的決定權，但另一方面就不容許他們決定誰去清理垃圾、子女如何受教育和醫療政策怎樣實行。」他又用「風中吐痰」的英文諺語作比喻，「任何人嘗試阻擋民主發展，只會白費氣力」。他又說，香港經濟的自主性如被削弱，不但會影響國際金融中心地位，相信北京會明白，香港失去這些自由會對香港和內地也會做成損害。他在訪問中又說，香港目前存在一些擔憂的聲音，認為內地政府和機構削弱了香港的一些自主性。他稱不知道這是否屬實，如果屬實，則肯定是令人關切的。彭定康回顧五年港督生涯時，指自己最後悔的一件事，就是「英國沒有早點執行《中英聯合聲明》中的部分內容，特別是有關選舉的部分」，他說當年花費了太多時間，就一些中方無可能認同的範疇與之談判，而不是直接就那些範疇採取行動。他重申，《中英聯合聲明》列明香港和英國需要保持經濟和文化聯繫，強調「英國有這個利益和責任，我們絕不應忘記」。
2014年3月20日，彭定康出席一個牛津大學與香港海事博物館合辦的活動，表示不希望外界將他當成香港事務的「球證」，他對《基本法》、一國兩制、港人治港及自由民主的看法過往如此，今日如是，將來亦不會改變。另外，彭定康訪港期間，接受傳媒訪問時表示踏進中英聯合聲明簽署30週年，他指香港情況頗佳但並非完美，過去數年民主發展甚至受到壓迫，認為英國人離開香港前可以為政改做得更多。彭定康強調，政治與經濟自由緊扣，當其中一種自由受蠶食，另一種必受影響。彭定康在訪問提到曾有英國國會議員向他引述港商的意見，指香港一直很好，直至彭定康把政治帶進香港。彭定康說罷即拍了拍額頭，一臉無奈，說「這些人究竟從哪裏來？政治可是所有受過教育的群體的一部分」。
2014年7月，彭定康批評《一國兩制白皮書》干預香港司法獨立。他接受英國《金融時報》訪問時說：「在法治制度下，法官是獨立的，不應被質疑受到指示或因某些政治考量而被逼放棄對程序公義和何謂合法的看法。」彭定康又稱，當年簽署《中英聯合聲明》是中國和英國的國際協議，保障香港50年不變，包括香港人所享的自由。他稱，若香港人認為《中英聯合聲明》受到質疑或破壞，向中英兩國表達關注是完全合理，亦有權提出抗議。
2014年9月，即中國全国人大常委会決定香港2017年普選辦法後不久，彭定康在英國《金融時報》撰文，指英國有道德及政治道義責任為香港普選問題發聲，確保中國履行《中英聯合聲明》承諾，保證香港五十年不變。他又認為，英國政府評論香港事務，並非挑釁，而是責任，不應該因為擔心有經濟上的後果而封口，並促請英國政府發聲，支持香港人追求民主。彭定康指出，當中國官員批評英方評論香港事務，他們忽略了英國亦對條約背負五十年義務，兌現不了這承諾，顯然是不光彩的。彭定康相信英國政府遲早會就北京的決定表態，這樣並非挑釁、而是責任，他不相信這真的會引致商業上報復，這些考慮也不應凌駕英國的聲譽。他最後提到1997年離港前，曾探訪一間精神病院，一名病人問他為何一個號稱是世上最古老民主的國家，沒有徵詢市民意見，就將香港交給另一個政治體制的國家？當時他的助手說很奇怪，一條最清醒的問題，竟然來自一位精神病人，彭定康指當時的確承諾過他會有民主，英國應該繼續履行這承諾。對此，中國政府以嚴厲措詞批評英方干涉中國內部事務及香港政改。
2014年10月，彭定康在佔領中環啟動後，呼籲特區政府就政改問題展開真正的諮詢，又批評北京政府在容許香港自治的問題上食言。彭定康說，香港當局應該與示威者對話代替催淚彈和胡椒噴霧，應該展開新一輪政改諮詢，而且是真正的諮詢。彭定康又說，香港回歸前，中英政府有協議，香港民主化步伐是香港自治範圍的事，但現在北京違反承諾。他說香港整個局面處理得十分差，令人質疑北京政府和特區政府是否認真落實《中英聯合聲明》。對於外國勢力煽動的說法，他認為這是侮辱港人，參與示威的很多是年輕人，他們是在捍衞獲得承諾的事。彭定康相信，六四鎮壓不會在香港重演，因為中國政府關注與其他國家的關係以及國際形象，不會瘋狂到派出軍隊鎮壓。
2014年11月，彭定康出席英國國會外交事務委員會就《中英聯合聲明》在香港的實施情況聽證會，彭定康表示香港警隊被譽為世界頂尖的警隊之一，但他們被用作政策的替代品。彭定康認為香港的問題是嚴重缺乏領導才能，因為很多事情行政長官和特區政府有能力去做，例如說服示威者展開談判，暫時結束佔領，重返校園或工作。彭定康認為年輕人害怕被人偷去未來，提及黃之鋒曾說過爭取民主，三十年後黃之鋒兒子不需要爭取民主。
2015年6月，彭定康接受《蘋果日報》訪問。彭定康相信，政改方案被否決，香港民主也不會走入死結，他有信心香港終有一天有民主。彭定康表示要在法治下維持開放經濟，是不可能沒有政治後果的。香港作為一個自由城市，具備多元化的軟件硬件，卻只欠選舉自己政府的能力，這個情況不會長此下去。彭定康對當前因政改造成的兩極分化局面，不認為是英國人的責任，認為北京要負責；或者，香港有些政治領袖要負責，而非如他們經常堅稱英國要負責。
2016年2月，彭定康於專欄網站“报系项目”撰文，以「学术思想的封闭」為題，指自己可能是世上擔任大學校監最多的人，他舉例指任港督時，已是本港各大學校監。他透露當年曾不滿兼任校監安排，認為應由大學自行選出校監，但各校不容許。他續稱大學是自由的堡壘，教學不應受政府干預，指這是世界級學府條件。他指大學應推廣思想衝擊，但這令大學對專制政府造成危險，現時本港及內地大學的自由正受專制政府威脅。彭定康指中国政府在內地六四事件後最大規模的學術自由打壓，封殺大學教導西方價值，只教馬克思主義，但揶揄中國共產黨現任總書記習近平不了解馬克思，對列寧卻很清楚。他呼籲西方國家多關注中國及香港大學情況。對於《香港特別行政區基本法》及《中英聯合聲明》，彭定康指其保障的言論自由、大學自主受極大威脅。他估計不少學生參與佔領運動爭取民主，令港府要大學就範，更指背後涉及北京旨意。他稱近來銅鑼灣書店五人被帶走，已可見中方對聯合聲明的態度。
2016年11月，彭定康訪港6天。他在第二天出席外國記者協會午宴，指香港民主在主權移交後的20年內的發展步伐比想像中慢。彭亦主動提到港獨及香港立法會宣誓風波問題，指港獨在現有憲制下不可能發生，提倡港獨的人士不應與爭取香港民主混為一談，因為港獨思想會沖淡市民對民主的支持。對於立法會宣誓風波，他認為宣誓為一項重要、莊嚴的程序，又引用英國議會有議員拒絕效忠英女皇的例子，顯示沒有宣誓的議員都無法順利進入議會，擔當議員職務。翌日彭定康在酒店與余若薇、馬世民、馬斐森共同出席由公民實踐培育基金主辦的「香港管治 禮崩樂壞」論壇，談及香港管治，認為更換政府是民主社會的一個重要原素。他強調香港的成功基石在於法治，並受到中英聯合聲明保障。對於銅鑼灣書店事件，他表示無法想像此事會在香港發生，更不解為何國際社會的關注度甚低。在離港前，彭定康在香港大學出席學生論壇討論2047年香港問題，他相信香港會在未來數十年內得到普選，更多次強調此次訪港之行是不想讓香港走向港獨的錯誤道路，相信民主理念比坦克更為重要，並勉勵香港學生應放棄港獨想法，繼續為香港爭取民主。他沒有直接評論行政長官梁振英的表現，僅指一個不聆聽民意的政府，讓民眾感到憤怒是可以理解的。行政長官應代表香港人面對北京，而不是代表北京面對香港人。
2017年1月，彭定康在節目《Newsnight》中表示，英國與中國簽署《中英聯合聲明》並已向聯合國備案，承諾會維護香港權益至2047年。可是，不少港人並未感到英國有曾真正的為了承諾和責任站起來，令他感到遺憾的。他又批評，英國為了對華貿易而在政治上「向中國叩頭」的說法是一派胡言，只是擔心未來，有人為了從未實現的貿易協議而放棄國格，帶來災難性的後果，令英國在國際上顏面盡失。他指出，英國管治香港的最後10、15年時間，應推行更多民主，如香港有多5至10年的民主經驗，中國政府將更難令香港民主進程倒退，「我強烈認為我們已令這一代爭取民主人士的父母失望，如再令這些孩子失望，將會是個悲劇。」6月時，彭定康指出香港三權分立中「立法」一環出現倒退，港人沒有得到1990年代獲允許的民主。
2019年6月，彭定康拍片主動提及逃犯條例修訂事宜，質疑香港特區政府將管治權交予中聯辦。
2019年10月，彭定康接受英國天空電視台訪問，批評特首林鄭月娥訂立《禁止蒙面規例》是「瘋狂」的做法。林鄭隨後被問及此事時，反問彭定康如果類似事情發生在自己的國家，他會如何處理。而事實上，彭定康在卸任港督後，曾經處理纏繞北愛爾蘭的警政問題，他領導的獨立委員會深入研究當地警民關係破裂的底因，在平衡各持份者要求之後，建議重組北愛警隊、成立獨立具實權的監警機構等，最後這次改革被國際上視為重建警隊信譽的典範之一。而林鄭月娥明顯不知道彭定康有這方面的經驗，更被笑稱是「找對了人」。
2020年5月20日，彭定康接受香港外國記者會視像訪問時說，港人並非反對中國、並非不接受香港是中國一部分，認為部分港人希望繼續實行原本承諾的「一國兩制」，他不希望年輕人因為警察的暴力，而衍生更多暴力，又指現時香港所有事，看似由中央決定，他感到極度擔憂。
2020年5月21日，彭定康对中国全国人民代表大会制定《港區国安法》发表看法，认为如果香港实施国安法，是“令人发指的行为”，是对香港自治的全面攻击。
2020年6月，彭定康加入英國非政府組織香港監察成為贊助人。
2020年7月，彭定康接受CNBC訪問時，指林鄭月娥是香港歷史上「一個十分令人失望的內奸式人物（Quisling，二戰時挪威公認的賣國賊）」。
2022年2月，彭定康狠批歷任香港特首，包括當時在任的特首林鄭月娥，自己或家人都持有英國護照，而被迫害的年輕人卻沒有。繼任的每一位香港特首，不是自己有外國護照，就是家人有外國護照，每一位都是。這些人都是叛徒，包括警隊裡面的人也是，執行迫害任務的人有英國護照，但被迫害或關押的人卻沒有。
2023年3月，彭定康接受網上媒體綠豆訪問時表示為香港現狀感到憤怒和傷心，指「香港本應是一個非同凡響的地方，看到它被一種殘暴的意識形態和一群叛徒所摧毀，讓人感到非常沮喪。」他又讚揚移民英國的香港人為英國作出貢獻，自己樂於與他們同行。

## 個人生活
彭定康平時的嗜好包括網球和園藝。另外彭定康曾在倫敦證券交易所上市的吉百利（卡夫食品旗下公司，已經私有化）出任獨立非執董。

### 家庭
彭定康與太太彭林穎彤（Lavender Thornton Patten）在1971年結婚及育有3女：
- 長女彭潔思（Kate Patten，1973年—）
- 次女彭麗思（Laura Patten，1974年—）
- 三女彭雅思（Alice Patten，1980年—），職業為演員，曾經在印度寶萊塢發展，2006年參演倫敦西區劇院的《哈姆雷特》，同年在印度电影《芭萨提的颜色》中担任女主角。

此外，彭定康擁有兩隻諾福克㹴犬，分別名喚威士忌和蘇打。

## 榮譽
- 樞密院顧問官 （1989年）
- 名譽勳位 （1998年）
- 聖約翰勳章
- 嘉德勳章 （2023年）

### 外国勋章奖章
- 旭日大绶章（日本，2024年11月3日公布[58]）

## 語錄
- [59]"My anxiety is this: not that this community's autonomy would be usurped by Peking, but that it could be given away bit by bit by some people in Hong Kong."
  - 翻譯:「我感到憂慮的，不是香港的自主權會被北京剝奪，而是這項權利會一點一滴地斷送在香港某些人手裏。」
  - 出自:彭定康任內最後一份施政報告（1996年10月2日）
- [60]"Now, Hong Kong people are to run Hong Kong. That is the promise. And that is the unshakeable destiny."
  - [61]翻譯:「現在香港人將治理香港，這是個承諾，也是個不容動搖的命運。」
  - 日期:1997年6月30日
- [62]"At a time most people would have thought that the aim of the Hong Kong Government should to be bring the whole community together, but it seems appallingly divisive to use anachronistic common law charges in a vengeful pursuit of political events which took place in 2014.
  - 翻譯:「當絕大部分人都認為香港政府應該團結社會時，港府卻使用過時的普通法控罪，報復性地起訴發生在2014年的政治事件，令到社會嚴重分裂。」
  - 日期:2019年4月9日

## 部份著作
- Chris Patten. . Longman Higher Education. 1983. ISBN 978-0-582-29612-1.
- Chris Patten. . McClelland & Stewart. 1999. ISBN 978-0-7710-6981-9. （中文譯作《東方與西方：彭定康治港經驗》，內容關於管治香港殖民地最後五年）
- Chris Patten. . Allen Lane. 2005. ISBN 978-0-7139-9855-9. （中文譯作《非一般外交家》）
- Chris Patten. . Times Books. 2006. ISBN 978-0-8050-7788-9.
- Chris Patten. . Allen Lane. 2022. ISBN 978-0-2415-6049-5. （中文譯作《香港日記》）

## 大眾文化
- 《港督最後一個保鑣》：1996年電影，由Noel Lester Rands飾演彭先生，影射彭定康。
- 《香港亂噏》：2009年政治戲仿節目，由劉錫賢扮演肥棚，模仿彭定康。

## 備注
1. ↑  出任香港總督前純按姓氏音譯為柏藤 [來源請求]

## 延伸閱讀
- Jonathan Dimbleby. . 1997. ISBN 978-0-316-18583-7.（中文譯作《香港末代總督彭定康》，由時報文化出版）
- 英國廣播公司提供的簡歷 （页面存档备份，存于）
- 牛津大學提供的簡歷
- 紐卡素大學提供的簡歷
- 楊瀾專訪彭定康（註：文中有部份筆誤） （页面存档备份，存于）
- 香港電台簡歷 （页面存档备份，存于）
- 香港的二十八總督，張連興著，ISBN 978-962-04-3249-1

## 外部連結
- 彭定康資料庫，內含彭定康的文章、演辭和訪問等
- 當年舊事：昔日「千古罪人」，今日貴為太學祭酒
- 卡內基協會討論彭定康的《Cousins and Strangers: America, Britain, and Europe in a New Century》 [Audio] [Video]
- 《衛報》2004年專訪 （页面存档备份，存于）
- CSA網有關彭定康的簡歷
- 中外對話 （页面存档备份，存于）
- BBC在1998年的專訪 （页面存档备份，存于）
- BBC在2004年的簡歷 （页面存档备份，存于）
- BBC有關彭定康和金諾克成為終身貴族的報導 （页面存档备份，存于）
- BBC:彭定康寬宏對待中國罵名 （页面存档备份，存于）

| 官衔                         | 官衔                                 | 官衔                                     |
| ---------------------------- | ------------------------------------ | ---------------------------------------- |
| 前任： 提摩西·雷爾遜         | 英国國際發展大臣 · 1986年–1989年     | 繼任： 琳達·喬克                         |
| 前任： 尼古拉斯·雷德利       | 英国環境大臣 · 1989年–1990年         | 繼任： 夏舜霆                            |
| 前任： 肯內斯·貝克           | 蘭卡斯特公爵領地總裁 1990年–1992年   | 繼任： 威廉·渥德格雷                     |
| 政党职务                     |                                      |                                          |
| 前任： 肯內斯·貝克           | 英国保守黨主席 · 1990年–1992年       | 繼任：                                   |
| 香港立法會                   |                                      |                                          |
| 前任： 霍德爵士 （署理）     | 英屬香港立法局主席 · 1992年–1993年   | 繼任： 施偉賢                            |
| 政府职务                     |                                      |                                          |
| 前任： 霍德爵士 （署理）     | 英屬香港政府行政首長 · 1992年–1997年 | 繼任： · 董建華 · 香港特別行政區行政長官 |
| 前任： 霍德爵士 （署理）     | 第28任香港總督 1992年–1997年         | 末任 原因：主權移交                      |
| 外交職務                     |                                      |                                          |
| 前任： 尼爾·基諾克           | 英国歐盟專員 · 1999–2004             | 繼任： 彼得·曼德爾森                     |
| 前任： 里昂·布里坦           | 英国歐盟專員 · 1999–2004             | 繼任： 彼得·曼德爾森                     |
| 欧盟外交事務專員 · 1999–2004 | 繼任： 貝尼塔·費雷羅-瓦爾德納        |                                          |
| 教育職務                     |                                      |                                          |
| 前任： 麥特·瑞德里           | 紐卡斯爾大學校監 1999年–2009年       | 繼任： 連恩·唐納森                       |
| 前任： 羅伊·詹金斯           | 牛津大學校監 2003年–                 | 現任                                     |